# Nord-Süd-Weitwanderweg

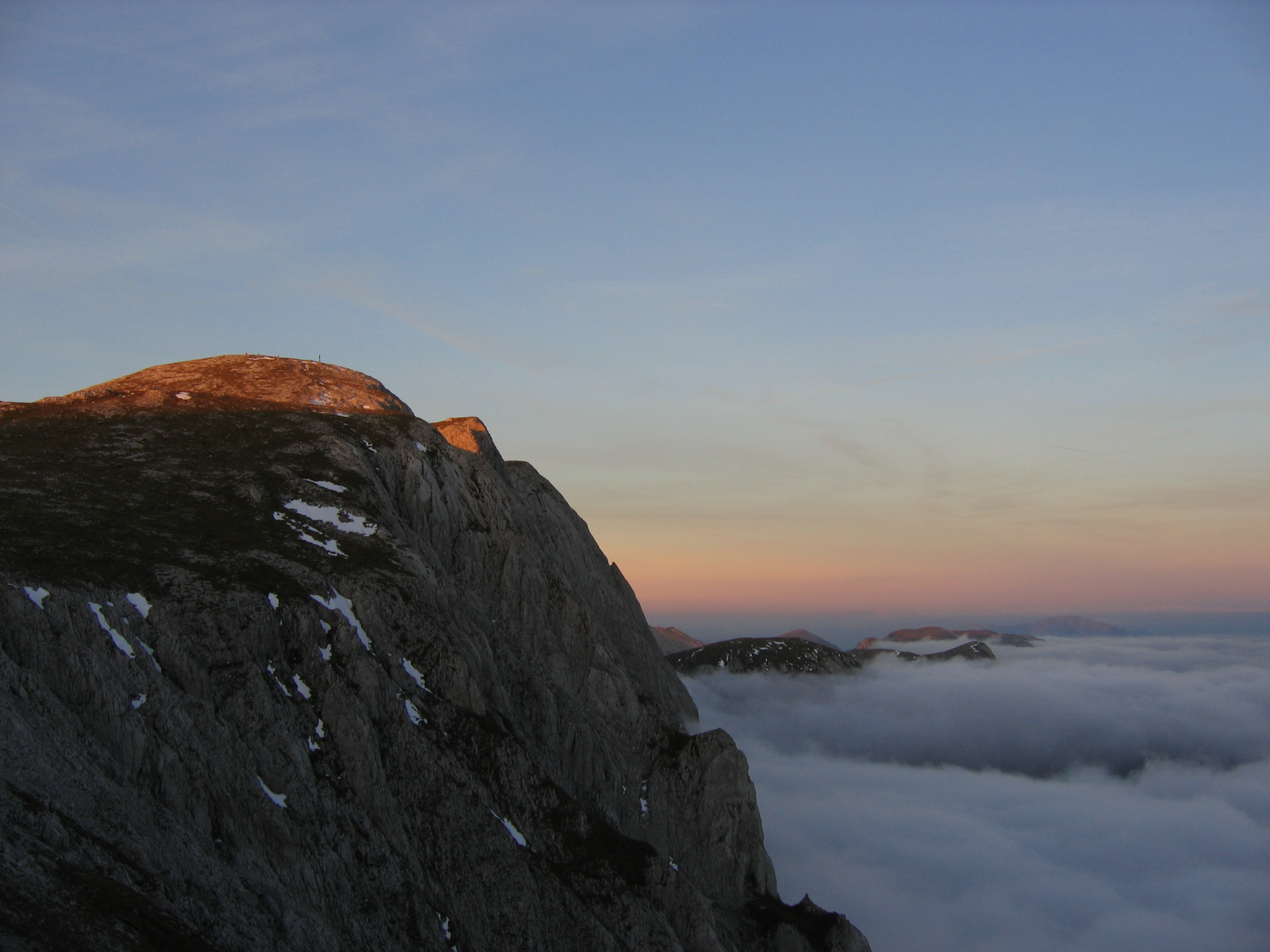
Der Hochschwabgipfel bei Sonnenuntergang

Der Nord-Süd-Weitwanderweg (auch Nord-Süd-Weg, kurz NSWW oder Österreichischer Weitwanderweg 05) ist ein Weitwanderweg in Österreich vom Nebelstein nach Eibiswald. Er geht auf eine Initiative des Bildhauers Carl Hermann zurück, der mit diesem Wanderweg eine Verbindung seiner nach dem Zweiten Weltkrieg gefundenen neuen Heimat im Waldviertel mit seinem alten Zuhause in der Weststeiermark schuf.
Der Weg wurde am 25. September 1970 im Rahmen der Hauptversammlung des Österreichischen Alpenvereins in Graz eröffnet. Er verläuft vorwiegend durch die Bundesländer Niederösterreich und Steiermark, wobei auch Oberösterreich und Kärnten kurz berührt werden.

## Verlauf
Der Nord-Süd-Weitwanderweg führt vom Nebelstein über Karlstift und Ottenschlag durch das Waldviertel, überquert bei Spitz mittels der Rollfähre die Donau und verläuft durch die Wachau nach Melk. Durch das Mostviertel gelangt man zur Burg Plankenstein und weiter über das Hochbärneck und durch die Tormäuer nach Lackenhof. Der weitere Verlauf vorbei am Ötscher und über die Gemeindealpe führt die Wanderer an das Ufer des Erlaufsees und nach Mariazell.

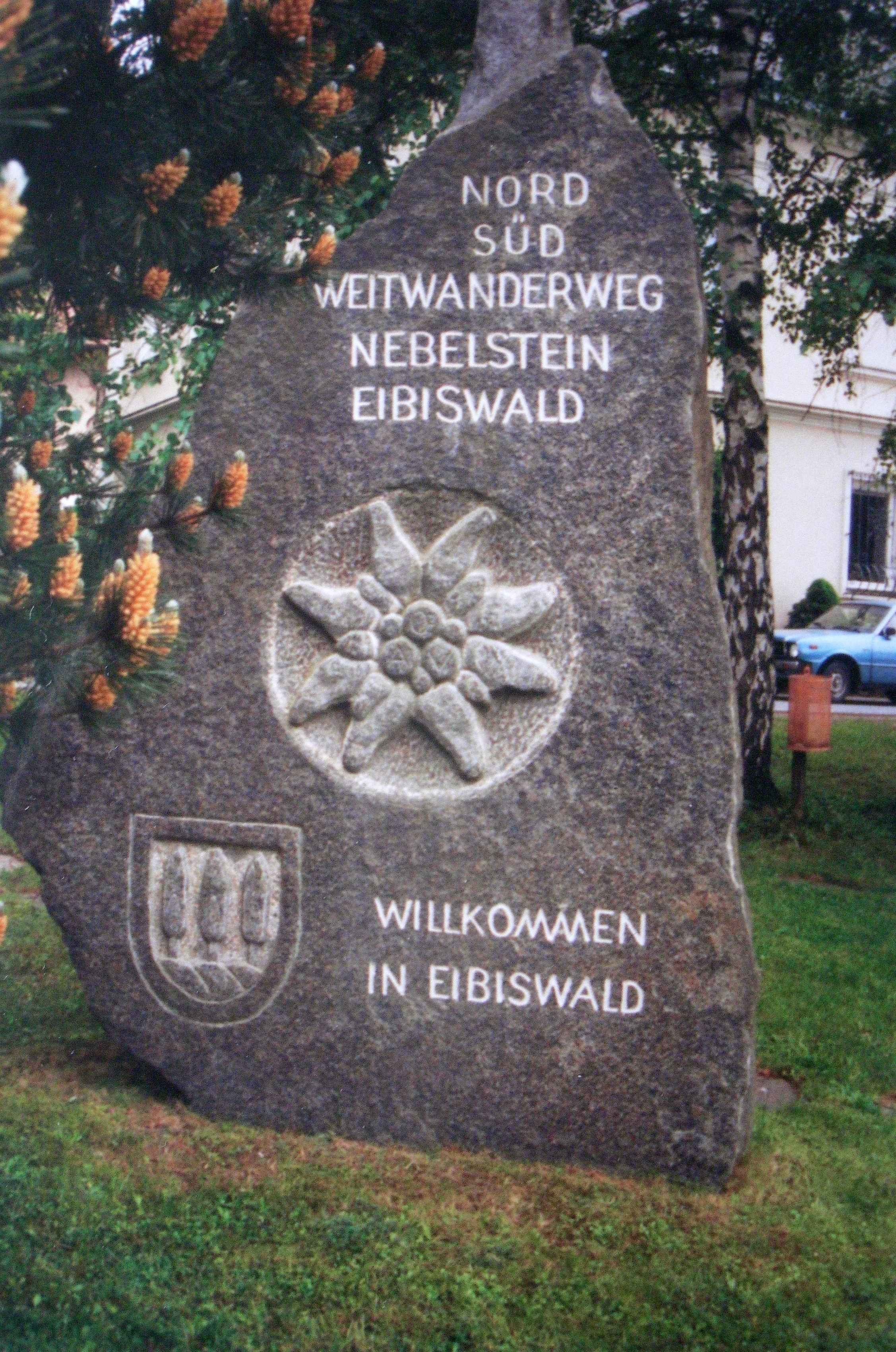
Der Endstein in Eibiswald

Das folgende alpine Herzstück des Weges überschreitet die Gipfel der Hohen Veitsch, des Hochschwabs und des Eisenerzer Reichensteins. Bei Leoben wird das Murtal durchquert und der Aufstieg auf die Mugel in Angriff genommen. Über die Berge der Glein- und Stubalpe wandert man zur Koralpe, deren Großer Speikkogel den letzten 2000er des Nord-Süd-Weitwanderwegs markiert. Über Sankt Katharina in der Wiel und Sankt Oswald ob Eibiswald wird schließlich der Zielort Eibiswald erreicht.
Für die Durchwanderung des rund 500 km langen Weges sind etwa drei Wochen zu veranschlagen.

## Markierung

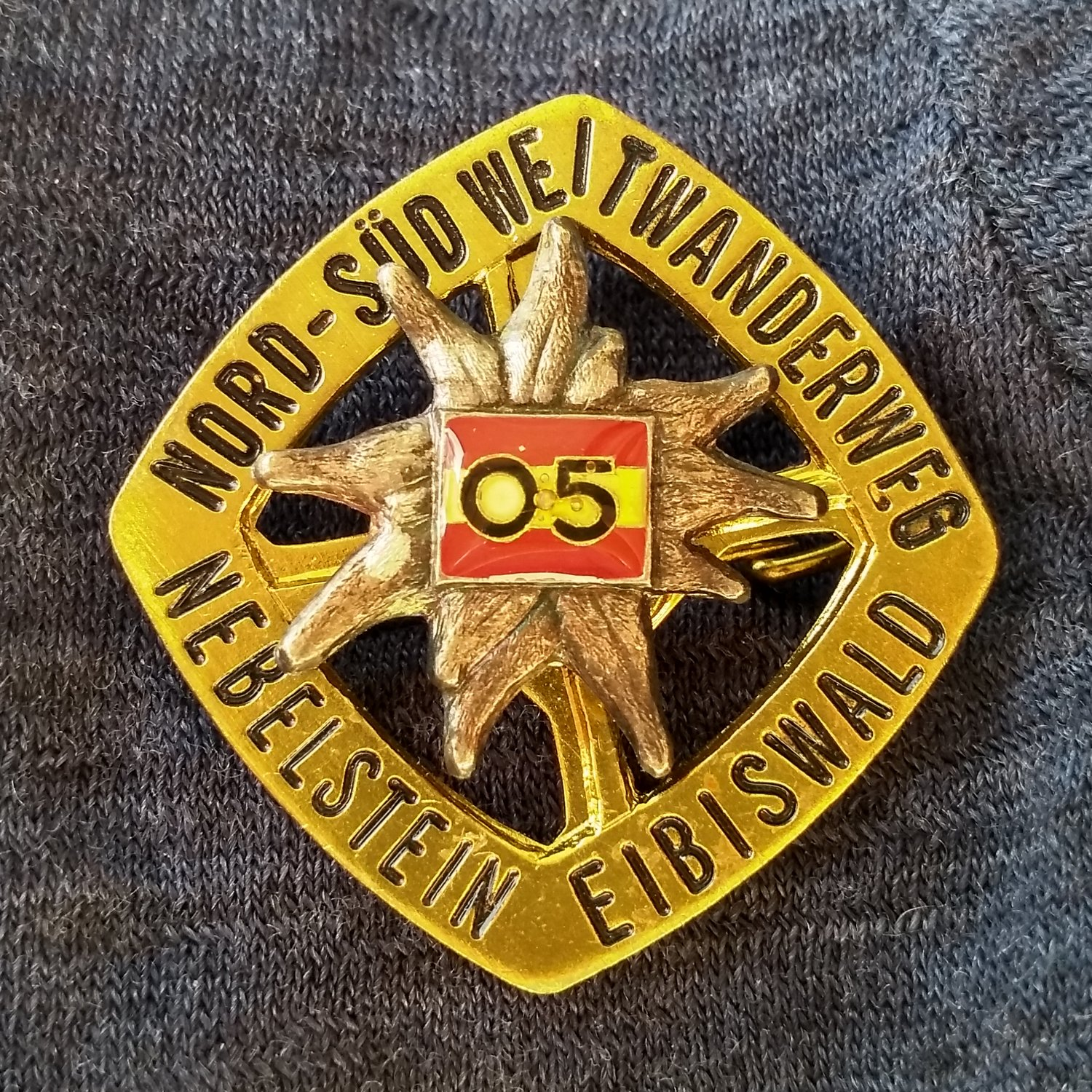
Das Nord-Süd-Weg-Abzeichen

Der Weg ist mit der Wegnummer 05 gut beschildert, die Farbzeichen sind rot-weiß-rot. Teilstrecken des Nord-Süd-Weitwanderweges sind mit 405, 505, 605 und 805 bezeichnet (z. B. Leoben-Eibiswald: 505). Es gibt nur wenige und kurze Varianten, so führt nördlich des Salzstiegls eine Variante 505B über den Rappoldkogel, der Ort Pack wird durch eine Variante 505A erschlossen und auf der Hebalpe verläuft eine weitere Variante 505A zum Hebalmsee.
Der Verlauf des Nord-Süd-Weitwanderweges wird durch den Österreichischen Alpenverein festgelegt, Ansprechpartner und Auskunftsstelle ist dessen Sektion Weitwanderer, die auch den zugehörigen Wanderführer herausgibt. Dort kann nach der Begehung auch ein Abzeichen angefordert werden.

## Europäischer Fernwanderweg E6
Zusammen mit dem Nordwaldkammweg bildet der Nord-Süd-Weitwanderweg den Österreichischen Abschnitt des Europäischen Fernwanderwegs E6, wobei die Wegzeichen des E6 nur selten zusätzlich zu den Markierungen der beiden genannten Wege vorkommen.
Am steirischen Seeberg weist das Fernwanderwegekreuz, eine vom Wegbegründer Carl Hermann geschaffene Holzskulptur, auf den symbolischen Schnittpunkt des E6 mit dem Europäischen Fernwanderweg E4 hin.